# 巴德爾角

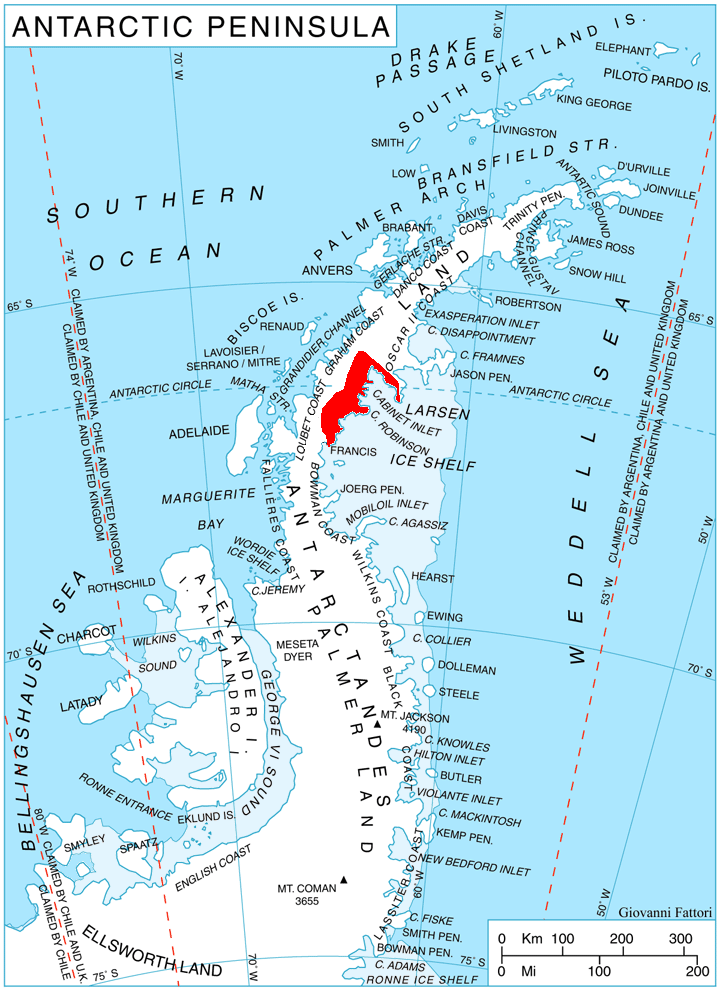

66°27′S 63°45′W / 66.450°S 63.750°W
巴爾德角（英語：Balder Point）是南極洲的海岬，位於葛拉漢地東部，長11公里，由英國探隊隊繪入地圖，以北歐神話中的巴德爾命名，現時由南極條約體系管理。